# Wuzhong
Wuzhong, tidigare stavat Wuchung, är en stad på prefekturnivå i den autonoma regionen Ningxia i nordvästra Kina. Den ligger omkring 130 kilometer söder om regionhuvudstaden Yinchuan.
Orten var tidigare perefekturen Yinnan (kinesiska: 银南地区), som fick nytt namn då den ombildades till stad på prefekturnivå 1998.

## Administrativ indelning
Wuzhong är indelad i ett stadsdistrikt, en stad på häradsnivå och två härad:
- Stadsdistriktet Litong - 利通区 Lìtōng qū ;
- Stadsdistriktet Hongsibu - 红寺堡区 Hóngsìbù qū;
- Staden Qingtongxia - 青铜峡市 Qīngtóngxiá shì ;
- Häradet Yanchi - 盐池县 Yánchí xiàn ;
- Häradet Tongxin - 同心县 Tóngxīn xiàn.

## Klimat
Genomsnittlig årsnederbörd är 410 millimeter. Den regnigaste månaden är juli, med i genomsnitt 98 mm nederbörd, och den torraste är december, med 1 mm nederbörd.